# 晴天的雷聲
《晴天的雷聲》（日語：晴のちカミナリ）是NHK週三連續劇的系列作品之一，於1989年4月12日至8月2日期間在NHK播放。全部共計13集，每集時長45分鐘。主演為渡邊謙。

## 劇情概要
本劇改編自落語家二代目林家正樂著作《正藏師父與我》，描述昭和30年前後在東京淺草的知名落語家龍藏弟子龍治，依靠自身的才華及外表逐漸竄起。此時他與已過世恩人的妻子、美女舞者胡蝶秘密相戀，為了罹患結核病而無法工作的胡蝶和她的兒子，他不顧落語的修行工作拚命籌錢，然而胡蝶不願讓龍治承受如此沉重的負擔，選擇從他身邊離開。自暴自棄的龍治因為某件醜聞而被逐出落語界，龍藏暗中安排讓他與在溫泉町工作的胡蝶再見面，並於周圍的祝福下結為連理，但是不久之後病重的胡蝶倒下而過世，悲痛的龍治則依隨胡蝶的期願回歸落語界。

## 登場人物
- 龍治：渡邊謙
- 小龍：石橋保（日语：石橋保）
- 一柳亭龍蔵：杉浦直樹
- 茜：藤田朋子（日语：藤田朋子）
- 正義：野野村真（日语：野々村真）
- 胡蝶：黑木瞳
- 翔子：美保純（日语：美保純）
- 千石規子（日语：千石規子）
- 東千代之介（日语：東千代之介）
- 菅井琴
- 赤澤大介
- 春風亭一朝（日语：春風亭一朝）
- 神田時枝
- 中村學
- 富士真奈美（日语：冨士眞奈美）
- 鶴田忍（日语：鶴田忍 (俳優)）
- 佐藤友美（日语：佐藤友美）

### 客串演員
- 小野美幸（第1集）
- 西尾德（日语：西尾徳）（第1集）
- 小野武彥（日语：小野武彦）（第2集）
- 三代目三遊亭圓歌（日语：三遊亭圓歌 (3代目)）（第2集）
- 四代目柳家小先（日语：柳家小せん）（第2集）
- 八代目古今亭志馬（日语：古今亭志ん馬）（第2集）
- 久保晶（日语：久保晶）（第2、8集）
- 根上彩（第2、4、6、7集）
- 大塚周夫（第3、4、8、9集）
- 殺手·卡恩（日语：キラー・カーン）（第4集）
- 加藤治（日语：加藤治）（第4集）
- 須永慶（日语：須永慶）（第6集）
- 查克·威爾森（日语：チャック・ウィルソン）（第7集）
- 伊佐山博子（日语：伊佐山ひろ子）（第9～11集）

## 主題曲
- 《流浪者 天衣無縫》柳喬治（日语：柳ジョージ）